# Adolf Dragičević
Adolf Dragičević (* 7. August 1924 in Zaostrog; † 20. Juli 2010) war ein jugoslawischer bzw. kroatischer Ökonom.

## Leben
Nach dem Besuch von Gymnasien in Zagreb, Belgrad und Split beteiligte Dragičević sich am Kampf der Jugoslawischen Volksbefreiungsarmee, in der er am Kriegsende Offizier der 11. Dalmatinischen Brigade war.
Er studierte an den rechtswissenschaftlichen Fakultäten der Universitäten Zagreb und Belgrad, war Assistent am Lehrstuhl für Politische Ökonomie in Zagreb, wo er promovierte und 1970 ordentlicher Professor wurde.
Er war ab 1986 außerordentliches, ab 1991 ordentliches Mitglied der Jugoslawischen (später: Kroatischen) Akademie der Wissenschaften und Künste.
Von 1963 bis 1967 war er Abgeordneter des Parlaments der SR Kroatien, 1968 bis 1974 des jugoslawischen Bundesparlaments.
Zu seinen wissenschaftliche Schwerpunkten gehörte die auf Karl Marx aufbauende politische Ökonomie, die bürgerliche Wirtschaftstheorie sowie die Geschichte sozialistischen Denkens. In seinen späteren Jahren berücksichtige er auch die aktuellen Entwicklungen der neusten Technologien auf den Gebieten der Mikroelektronik und Biotechnologie.
Dragičević war verheiratet und Vater zweier Kinder. Seine Ehefrau starb im Februar 2010.

## Werke
- Potrebni rad i višak rada kao kategorije klasnog društva i njihovo odumiranje u socijalizmu (Notwendige Arbeit und Mehrarbeit als Kategorien der Klassengesellschaft und deren Absterben im Sozialismus), 1957
- (als Herausgeber): Leksikon političke ekonomije (Lexikon der politischen Ökonomie), 1965, 2. Aufl. 1983
- Teorija i praksa socijalizma (Theorie und Praxis des Sozialismus), 1966
- Reforma i revolucija (Reform und Revolution), 1968
- Karl Marx and the contemporary stage of our revolution, in: Socialist thought and practice (ISSN 0583-7200), 1968,32, S. 50–63
- Osnove političke ekonomije (Grundlagen der politischen Ökonomie), 1973, 4. Aufl. 1984
- Marksistička politička ekonimija (Marxistische politische Ökonomie), 1976
- Pristup političkoj ekonomiji (Zugang zur politischen Ökonomie), 1977
- Aktualna politička ekonomija (Aktuelle politische Ökonomie), 1979
- Uvod u studij političke ekonomije (Einführung in das Studium der politischen Ökonomie), 1979, 3. Aufl. 1985
- Ekonomsko oslobađanje rada (Die ökonomische Befreiung der Arbeit), 1981
- Ekonomska znanost i marksizam (Ökonomische Wissenschaft und Marxismus), 1983
- Marksistička politička ekonomija (Marxistische politische Ökonomie), 2. Aufl. 1987
- Kritika političke ekonomije (Kritik der politischen Ökonomie), 1984, 3. Aufl. 1990
- Vizija i zbilja. Marksizam i suvremenost (Vision und Wirklichkeit. Marxismus und Gegenwart), 1986 (ISBN 863930002X)
- Razvoj ekonomske misli (Entwicklung des ökonomischen Denkens), 1987 (ISBN 86-7091-005-5)
- Suton socijalizma. Kraj masovnog društva (Die Abenddämmerung des Sozialismus. Das Ende der Massengesellschaft), 1989 (ISBN 86-393-0111-5), 2. Aufl. 1990 (ISBN 8639301115)
- (als Herausgeber): Ekonomski leksikon (Ökonomisches Lexikon), 1991 (ISBN 8630101989)
- Politička ekonomija informacijskog društva (Politische Ökonomie der Informationsgesellschaft), 2. Aufl. 1994 (ISBN 9539606233)
- (mit Dražen Dragičević): Doba kiberkomunizma. Visoke tehnologije i društvene promjene (Das Zeitalter des Cyber-Kommunismus. Höhere Technologien und gesellschaftlicher Wandel), 2003 (ISBN 953-212-067-X)
- Svjetski izazov Hrvatskoj. Četiri velike izgubljene bitke dovoljne da se izgubi rat za opstanak, 2005 (ISBN 9536985063)